# Ciempozuelos
Ciempozuelos ist eine zentralspanische Gemeinde (municipio) mit 26.140 Einwohnern (Stand: 2024) im Süden der Autonomen Gemeinschaft Madrid. Sie befindet sich 35 Kilometer von der Hauptstadt Madrid entfernt. Es scheint, dass die erste dauerhafte Siedlung in der Gemeinde römisch gewesen sein könnte, da sie als Ischadia (Insel Ischia, Italien) bekannt war. Die heutige Hauptsiedlung ist maurischen Ursprungs.

## Persönlichkeiten
- Ventura Rodríguez (1717–1785), Architekt

## Einzelnachweise

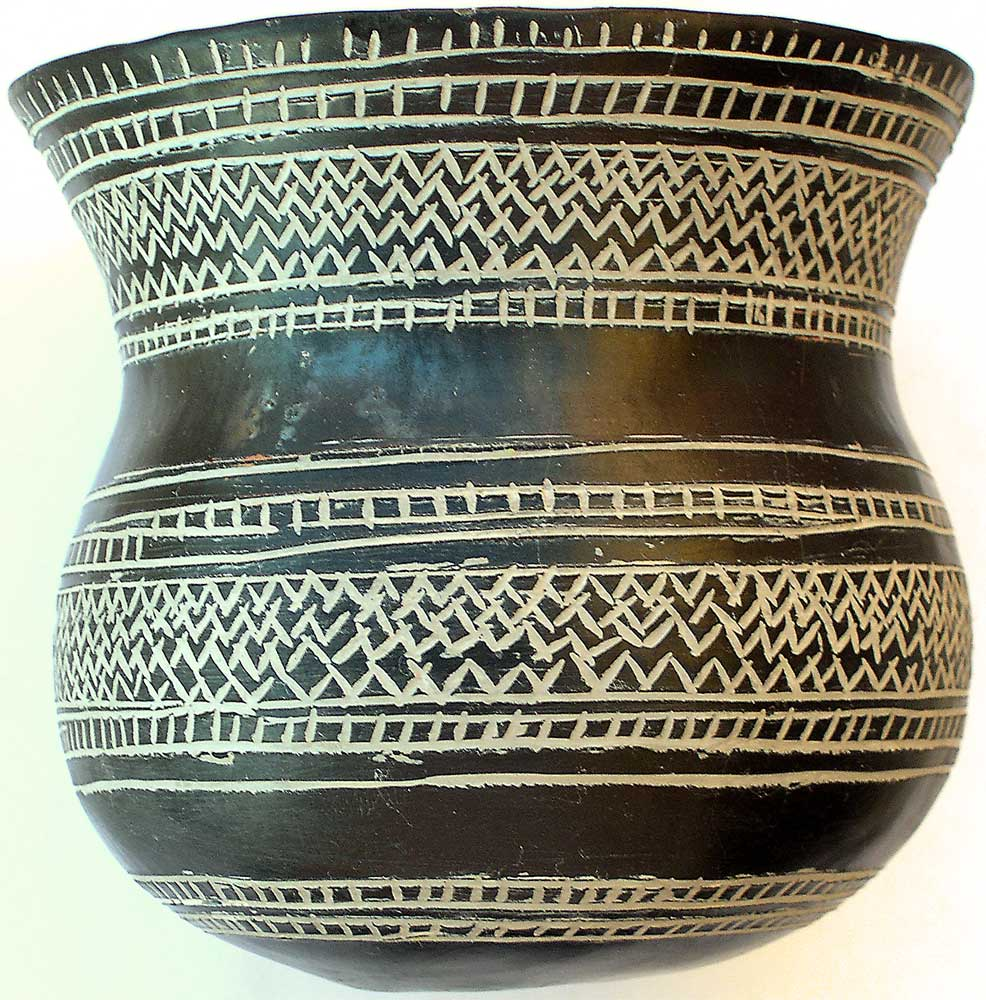
Glockenbecher von Ciempozuelos